# Ove Gjedde

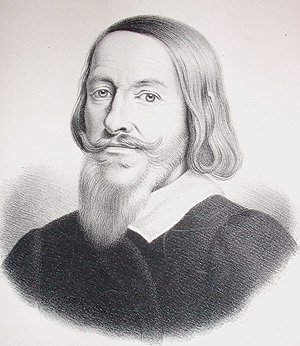
Ove Gjedde.

Ove Gjedde (ibland stavat Giedde) född 17 december 1594, död 19 december 1660, var en skånsk-dansk ämbetsman och riksamiral.

## Biografi
Gjedde föddes i Tommarp i Kvidinge socken, Åstorps, Skåne, till Brostrup Gjedde (c.1560-1614) till Tommarp och Hellerup i Fauraas härad, Halland, och Dorthe Pallesdatter Ulfeldt (c.1564-1600). Som ung kom Gjedde till Sorø Akademi och först studerade vid utländska universitet, 1613 blev han matrikulerad i Leipzig, och sedan i militärtjänst i Nederländerna och Tyskland. När han återvände hem 1616 utnämndes han till sekreterare i det danska kansleriet. 

### Expeditionen til Indien och grundandet av Trankebar
Åren 1618-22 stod den 22-årige Gjedde i spetsen för en av Kristian IV utsänd handelsexpedition till Asien med syftet att etablera en utpost till stöd för det 1616 upprättade danska Ostindisk Kompagni. Expeditionsflottan avgick den 29 november 1618 och bestod av det holländskt byggt flaggskepp Elefanten på 500 ton, krigsfartyget David på 400 ton med Niels Rosenkrantz som kapten, och två handelsfartyg, Christian respektive Kiøbenhaffn. Båda krigsfartygen togs tidigare från svenskarna under Kalmarkriget. Elefantens ursprungliga namn var Mjölkpigan och Davids ursprungliga namn hade varit Lybske David, och här raderades förnamnet. I förväg skickades fartyget Øresund från Kronborg i augusti 1618. Den långa resan var svår och besättningen led av skörbjugg. Till sist anlände skvadronen i maj 1620 till Ceylon och efter förhandlingar med kejsaren av Ceylon lyckades Gjedde i augusti att få överlämnad till den danska kungen Trinkonomalé på östkusten och få olika handelsprivilegier. Härifrån seglade Gjedde, uppmanad av den holländska köpmannen Roland Crappé, till Tranquebar, till vilken skvadronen kom september samma år. Här lyckades Gjedde och Crappé ingå ett avtal med prinsen av Tanjore om överföringen av Tranquebar vid Koromandel-kusten till den danska kungen och om viktiga handelsprivilegier. Expeditionen blev egentligen en ekonomisk förlust men Gjedde lyckades anskaffa land för Danmarks räkning på Indiens sydöstra kust. På detta land upprättades en dansk koloni som existerade fram till 1845. Staden Trankebar (bildat från namnet Tarangambadi på Tamil) grundades runt den danska fästningen Dansborg. Den 1 januari 1621 började Gjedde sin returresa och den 5 februari 1622 ankrade han i Karmsund i Norge, där han lämnade sitt skepp för att återvända över land till Danmark. Tillbaka i våren 1622 firade Gjedde sitt bröllop på Kronborg slott med sin fästmö, Dorthe Knudsdatter i uradelsatten Urne (1600-1667)

### Norge och bergsbruket
År 1622 beordrades Ove Gjedde till Norge, och i nästan 20 år var han en av kung Kristian IV:s viktigaste tjänstemän i detta land. År 1622 övertog han som länsherre Brunla, Numedal, Sandsvær och Eiker. Han fick därmed en mycket central position när det gällde organisationen av både gruv- och virkeshandel, som båda var viktiga industrier med stark tillväxt. Han har antagligen bott omväxlande på slottet Sem på Eiker, Tislegård i utkanten av Kongsberg stad och Halsen i Tjølling. 
Gjedde hade under hela sin karriär i Norge nära förbindelser med ståthållaren Christopher Urne, som också var hans svåger, Jens Juel och Hannibal Sehested, och ibland fungerade han ställföreträdare i deras frånvaro. Gjeddes betydelse ökade 1637, när han övertog Tønsberg samt Bratsberg län 1640. Gjedde intresserade sig särskilt för bergsbruk. Han öppnade gruvor sedan järnmalmsfyndigheter hade påträffats. Gjedde blev också delägare i Kongsberg Sølvverk, som grundades 1623 och formellt upprättad genom kunglig resolution våren 1624 när Kristian IV kom själv   för att besiktiga de nyupptäckta silverfyndigheterna i Sandsvær och grundade bergstaden Kongsberg. När silvergruvets bolag omvandlades till ett privat partnerskap 1628 gick Ove Gjedde in med en ägarandel på 25%. Kanske för att kungen redan hade besökt silvergruvorna två gånger, började Gjedde 1628 att bygga om nya huvudbyggnaden vid Sem, byggt av 94 000 tegelstenar importerade från Holland. Det slutfördes 1635 och blev ett herrgård i dansk renässansstil. År 1630 utsågs han till direktör för silververket, som han administrerade från gården Tislegård. Samtidigt innebar embetet som länsherre att övervaka all timmerhandel i Drammensvassdraget, inklusive driften av Sems sågverk och uppbörd av tullar och avgifter. Tillsammans med hans svåger Preben von Ahnen grundade Gjedde 1652 Holden Jernværk, som den 8 augusti 1657 de fick privilegier till och från 1835 bytte namn och blev känd som Ulefos Jernværk. Ursprungligen skulle järnverket producera kanonkulor, men på 1690-talet började produktionen av järnugnar, vilket var vad verket blev senare känt för. 
Som en av de första nordeuropeerna som reste till Indien, tog han till sig några orientaliska vanor. Från Sandsvær berättas det att en bonde hade sett Ove Gjedde äta sallad och dricka te. «Nu er det ude med ham,» sa bonden, «for han æder bare græs og drikker vand.»),

### Krigen med Sverige
Med kriget mot Sverige 1643 började den tredje perioden i Gjeddes liv. I januari 1644 blev han admiral för en flotta av norska försvarsfartyg som i mars beordrades att korsa Nordsjön för att göra all möjlig skada på Louis De Geers Nederländenska flotta. I maj förenades han i Flekkerøy med en skvadron under Pros Mund, och i förening avgick hela flottan till Nordsjön där det påträffades med den svensk-holländska flottan under Martin Thijssen vid Listerdyb. Sedan beordrades Gjedde att försvara havet mellan Norge och Jylland med sina skepp och blockera Göteborg. I mars 1645, förmodligen på Hannibal Sehesteds rekommendation, utsågs Gjedde till medlem av riksrådet och riksamiral. I maj seglade en flotta under Gjeddes befäl norrut för att påbörja blockeringen av Göteborg. Admiralfartyget Sancte Sophia strandade på ett skär nära Vinga, Gjedde föll själv på däcket och bröt benet, och fartyget med 40 kanoner sjönk. Tre dagar senare återvände flottan till Köpenhamn. Kungen var rasande och förbittrad och krävde en utredning om "vem som hade beordrade att gå in där", men utredningen blev til inget. Faktisk blev det Gjedde som 1646 var befälhavare för en skvadron som ledde kungen till Norge och i augusti 1648 chef för skvadronen som seglade med Frederik III till Norge för att hyllas. 
1646 fick han Jungshoved län på Sjælland som han behöll fram till 1649, när han fick Herrevads Kloster i Skåne (fram till 1650). År 1648 blev han sjuk, och utnämndes till länsherre på Helsingborgs slott (Kärnan). År 1650 förlorade han Bratsberg och var således inte längre en norsk länsherre. Han hade vid denna tid varit när Corfitz Ulfeldt och när han och Hannibal Sehested störtades 1651 hotades också Gjeddes ställning. De norska räkenskaperna från kriget 1644-45 blev granskad och Gjedde anklagad för bedrägeri. Han skulle också hållas ansvarig för den nu sex år gamla förlust av fartyget Sancte Sophia och att han krävdes 70 000 riksdaler i ersättning. Men igen drev stormen över. Inget kommando anförtrotts honom under kriget 1657, men han beordrades som "Kommissarius til Lands og Vands" för att samla in pengar för krigsförandet, och under omständigheterna gav själv några donationer. 
Efter Roskildefreden 1658 där Danmark tvingades avstå Skåneland till Sverige, fick han Hald län i Jylland i ersättning för det avgivna Helsingborg. Men när kung Karl X Gustav bröt fredstraktaten 1658 blev Ove Gjedde tillfångatagen under ett besök i Helsingborg i privata ärenden och sattes i fängelse. Gjedde satt först en tid fängslad i Helsingborg och fördes sedan till Malmö där han verkar ha återupptagit sin gamla vänskap med Corfitz Ulfeldt: åtminstone lånade han pengar av honom. Vid freden i Köpenhamn 1660 bytte Danmark hans familjegods, Tommarps kungsgård, mot Bornholm som en del av de vederlagsgods som tillfördes Sverige i utbytet. Gjedde blev samtidigt frigiven i en fångutväxling mellan Danmark och Sverige. Vid tiden för Roskildefreden var Ove Gjedde gammal och svag, och trots han hade redan byggt ett pampigt gravmonument i Mariakyrkan i Helsingborg, blev han begravd under kryptan i Roskilde domkyrka. Sägnen berättar, att "hans ben efter Roskildefreden aldrig fann vila, efter Skåne blivit svenskt".

### Familj
Hans och hustrun Dorte Kudsdatter Urnes vapenkartusch finns inmurad över porten i Tommarps kungsgårds västra länga. Med Dorthe Knudsdatter fick Gjedde tolv barn, varav:
- Dorthe Ovesdatter Gjedde (1625-1651), gift med Christopher Frederik von Gersdorff (1620-1682),
- Mette Ovesdatter Gjedde (1622-1656), gift med Niels Lange (Tre Roser) (1609-1652) till Fritsø,
- Regitze Gjedde (1634-1653), gift med Trondhjems stiftamtman och Norges rikskansler Ove Bielke (1611-1674) till Austråt og Nørre Vosborg,
- Brostrup Gjedde (1628 -1668), gift med Anna Sabina von Gersdorff (-före 1663). Han var 1656-1661 direktör för Kongsberg Sølvverk och var också "berghauptmann" och president för Bergamtet.
- Christian Gjedde (-1706) till Skivehus, gift med Magdalene Sibylle Jørgensdatter Urne (1636-1724),
- Regitze Sophie Ovesdatter Gjedde (1634-1653) gift med Mathias Budde (1613-1679), till Tõlluste, Saaremaa, och Øster Hindsels ,
- Knud Gjedde (c.1635-1707) till Vadskærgaard, gift första gången med Ide Sophie Bielke (1644-1665), dotter til den ovan nämnda Ove Bielke och barnbarn til Norges rikskansler Jens Bielke, och andra gången med Lene Katrine Kaas (Mur) (1653-1720 ),
- Christopher Gjedde (1637-1705) till Kulla Gunnarstorp slott, Luggude, Skåne, gift första gången med Elisabeth Jørgensdatter Vind (1629-), dotter av danska riksrådet och riksamiralen Jörgen Vind och Ingeborg Ulfstand, från vilken han blev skild, andra gången med Hedevig Eleonore friherrinna von Buchwald (-1661), dotter av generallöjtnanten Fredrik von Buchwaldt, och tredje gången med Anne Sophie von Essen (-1711), dotter av lantrådet i Estland Otto Magnus von Essen. Christopher Gjedde blev naturaliserad under efternamnet "Gädda" och introducerades som n.27 i Svenska riddarhuset 1664, men hade inga efterlevande söner,
- Margrethe Ovesdatter Gjedde (1639-1706) till Kastrupgaard, gift med Holger Vind (1623-1683) till Harrestedgaard,
- Frederik Eiler Gjedde (1641-1717), gift första gången med Susanne Elisabeth Adeler (1663-1685), dotter till Cort Sivertsen Adeler, och andra gången med Sophie Amailie von Løwenhielm (1671-1698), dotter av Hans Schrøder von Løwenhielm.